# Campionati europei cadetti di scherma 2023
I Campionati europei cadetti di scherma del 2023 ("2023 European Cadets Fencing Championships") sono stati organizzati dalla Confederazione europea di scherma e si sono svolti a Tallinn in Estonia, dal 21-28 febbraio 2023.
Nel fioretto, si sono aggiudicati i titoli dei campionati europei il magiaro Mattia Rubin, che ha battuto in finale l'israeliano Eitan Lemberger, e l'italiana Vittoria Pinna che ha avuto la meglio sulla l'italiana Greta Collini.
Nella spada l'italiano Leonardo Cortini ha battuto in finale il polacco Szymon Wojciechowski, ottenendo il titolo europeo juniores maschile, mentre tra le donne l'ucraina Emili Conrad ha superato la lettone Sofija Prosina.
Nella sciabola il magiaro Oszkar Vajda prevale sul il rumeno Casian Cidu, mentre la magiara Emese Domonkos ha battuto la rumena Amalia Covaliu.
Nei campionati europei cadetti a squadre maschili, la nazionale italiana ha prevalso nella finale del fioretto contro il Regno Unito, mentre la nazionale magiara ha vinto nella spada contro la formazione italiana, ed infine la nazionale italiana ha avuto la meglio sulla la compagine rumena nella sciabola.
Nei campionati europei cadetti a squadre femminili, la nazionale italiana ha prevalso nella finale del fioretto contro la Polonia, l'Ungheria ha vinto nella spada contro la compagine polacca, ed infine la formazione rumena ha avuto la meglio sulla la nazionale magiara nella sciabola.

## Podi

### Uomini
| Specialità  | Oro                                                                     | Argento                                                              | Bronzo                                                                         |
| Individuali |                                                                         |                                                                      |                                                                                |
| Fioretto    | Mattia Rubin                                                            | Eitan Lemberger                                                      | Mattia De Cristofaro Andrii Cherkashyn                                         |
| Spada       | Leonardo Cortini                                                        | Szymon Wojciechowski                                                 | Domonkos Pelle Alon Sarid                                                      |
| Sciabola    | Oszkar Vajda                                                            | Casian Cidu                                                          | Enes Talha Kalender Tom Couderc                                                |
| A squadre   |                                                                         |                                                                      |                                                                                |
| Fioretto    | Italia Mattia De Cristofaro Elia Pasin Jacopo Poggio Fernando Scalora   | Regno Unito Mihkel Archer Aarav Chaudhari Callum Penman David Sosnov | Israele Matthew Harel Amrani Evyatar Koren Eitan Lemberger Ran Traitel Crystal |
| Spada       | Ungheria Bence Balazs Mark Horvath Matyas Kiraly Domonkos Pelle         | Italia Dario Benetti Leonardo Cortini Ettore Leporati Cristiano Sena | Regno Unito Cador Beautyman Tristan Lumineau Sameer Sunder Rajan Cheney Zhu    |
| Sciabola    | Italia Matteo Ottaviani Francesco Pagano Leonardo Reale Massimo Sibillo | Romania Casian Cidu Dacian Enache Alexandru Eva Cristian Macovei     | Ungheria Matyas Monori Zsadany Papp Zalan Szalai Oszkar Vajda                  |

### Donne
| Specialità  | Oro                                                                              | Argento                                                                    | Bronzo                                                                       |
| Individuali |                                                                                  |                                                                            |                                                                              |
| Fioretto    | Vittoria Pinna                                                                   | Greta Collini                                                              | Uliana Dumitrita Josan Anna Kollar                                           |
| Spada       | Emili Conrad                                                                     | Sofija Prosina                                                             | Cagla Aytekin Anna Maksymenko                                                |
| Sciabola    | Emese Domonkos                                                                   | Amalia Covaliu                                                             | Aurore Patrice Anastasia Fusea                                               |
| A squadre   |                                                                                  |                                                                            |                                                                              |
| Fioretto    | Italia Mariavittoria Elvira Berretta Greta Collini Sofia Giordani Vittoria Pinna | Polonia Marta Jakubowska Natasza Kus Aleksandra Nowakowska Hanna Wojtas    | Ungheria Szonja Badar Anna Kollar Jazmin Papp Jazmin Sperka                  |
| Spada       | Ungheria Greta Gachalyi Lotti Horvath Blanka Virag Nagy Hanna Terhes             | Polonia Antonina Halemba Oliwia Janeczek Magda Ratyna Aleksandra Szymanska | Ucraina Emili Conrad Anna Maksymenko Ustina Ohon Polina Spyrydonova          |
| Sciabola    | Romania Rosemarie Benciu Amalia Covaliu Anastasia Fusea Alexandra Mitrus         | Ungheria Dorottya Csonka Emese Domonkos Csenge Konya Nadin Toth            | Italia Elisabetta Borrelli Gaia Karola Carafa Giada Likaj Benedetta Stangoni |